# Raquel Castelo Ruano
Raquel Castelo Ruano es una historiadora española, que compagina su labor como investigadora con la docencia, la cual ejerce en la Universidad Autónoma de Madrid.

## Biografía
Se licenció en 1990, y se doctoró en 1993 en la propia Universidad Autónoma de Madrid con una tesis doctoral referida a la arquitectura de los Íberos. Su formación fue complementada con un título de Museología en la Universidad Complutense de Madrid. En el plano personal, es diplomada en Ballet Clásico por el Real Conservatorio de Danza y Arte Dramático de Madrid.
Como historiadora, se ha especializado tanto en Íberos como en época romana, no solo habiendo realizado todo tipo de publicaciones sino que también ha participado en exposiciones, museos y diversos congresos.

## Líneas de investigación
Sus principales publicaciones y excavaciones arqueológicas están relacionadas con los Íberos y con el Imperio romano en la península ibérica. En ese sentido, es una especialista, en ambos ámbitos, en métodos constructivos y en iconografía. No obstante, es una autora especialmente prolífica, y ha hecho estudios acerca de temas tan diversos con la Música y la Danza en época ibérica, la arquitectura funeraria o simplemente estudios historiográficos.
Quizá gracias a compartir departamento en la Universidad Autónoma de Madrid, es frecuente que Castelo Ruano lleve a cabo colaboraciones con otros historiadores españoles de renombre, como Manuel Bendala Galán o Juan Blánquez Pérez.

## Principales publicaciones
Raquel Castelo ha publicado numerosas obras, imprescindibles para un acercamiento a nivel universitario a los temas antes descritos:

### Libros
- Monumentos funerarios del sureste peninsular: elementos y técnicas constructivas, Universidad Autónoma de Madrid, 1995, ISBN 84-605-3688-2.
- Arquitectura ibérica, elementos y técnicas: monumentos funerarios y culturales en la zona del sureste peninsular, Universidad Autónoma de Madrid, 1994, ISBN 84-7477-464-0

### Artículos en revistas
- La arquitectura funeraria, en Boletín de la Asociación Española de Amigos de la Arqueología n.º 38, 1998, ISSN 0210-4741.
- Arqueología en la comarca de la Alcarria conquense: el yacimiento de El Cerro de Alvar Fañez (Huete, Cuenca), en Cuadernos de prehistoria y arqueología n.º 26, 2000, ISSN 0211-1608.
- El Saucedo (Talavera de la Nueva, Toledo): un asentamiento rural romano en los límites de la Lusitania, en Revista de arqueología n.º 24, 2003, ISSN 0212-0062.